# Nová Kelča
Nová Kelča este o comună slovacă, aflată în districtul Vranov nad Topľou din regiunea Prešov. Localitatea se află la altitudinea de 181 m deasupra n.m., se întinde pe o suprafață de 11,84 km2 și în 2017 număra 380 de locuitori.

## Istoric
Localitatea Nová Kelča este atestată documentar din 1404.

## Demografie
| An:                | 1994 | 2004   | 2014   | 2024   |
| ------------------ | ---- | ------ | ------ | ------ |
| Număr de persoane: | 381  | 355    | 385    | 356    |
| Diferență:         |      | −6,82% | +8,45% | −7,53% |

| An:                | 2023 | 2024   |
| ------------------ | ---- | ------ |
| Număr de persoane: | 352  | 356    |
| Diferență:         |      | +1,13% |